# I-26 (подводная лодка)
I-26 — японская подводная лодка типа «I-15», состоявшая на вооружении Императорского флота Японии во время Второй мировой войны. 

## Общее описание
Подводные лодки типа «I-15» (типа B1) — дальнейшее развитие подводных лодок подтипа KD6 типа «Кайдай». Лодки типа «I-15» оснащались гидросамолётом для ведения разведки в море. Водоизмещение — 2631 т в надводном положении и 3713 т в подводном положении. Главные размерения: длина 108,7 м, ширина 9,3 м и осадка 5,1 м. Рабочая глубина — 100 м.
Главная энергетическая установка состояла из двух дизельных двигателей, каждый из которых при мощности в 6200 л. с. приводил в движение по одному винту. Мощность электромотора, применявшегося для перемещения под водой — 1000 л. с. Максимальная скорость — 23,6 узла на поверхности и 8 узлов под водой. Дальность плавания над водой — 14 тысяч морских миль при скорости 16 узлов, под водой — 96 морских миль при скорости 3 узла.
Подлодка была вооружена шестью носовыми 533-мм торпедными аппаратами и несла на борту до 17 торпед. Артиллерия — 140-мм морское орудие Тип 11-й год и два 25-мм зенитных орудия Тип 96.. В районе капитанского мостика располагался авиаангар, на передней палубе находилась авиационная катапульта.
Тип подводных лодок «I-15» (или «B1») был крупнейшим по числу построенных для японского флота субмарин — было построено 18, из которых до конца войны дожила только субмарина I-36.

## Служба

### Патрулирование у берегов США и Канады
Спущена на воду 6 ноября 1941 года в городе Куре (префектура Хиросима). Первый командир — Ёкота Минору. 7 декабря 1941 года провела первую атаку, потопив транспортное судно Cynthia Olson водоизмещением 2140 т, перевозившее дерево для Армии США. Атака произошла в 560 км от побережья Калифорнии, и этот транспорт стал первым американским транспортом, потопленным японцами во время войны. К атаке подлодка должна была приступить не раньше 8 декабря и 3:30 утра по токийскому времени — ожидаемого времени атаки на Перл-Харбор. I-26 обнаружила судно Cynthia Olson 7 декабря 8:00 по гавайскому времени и открыла предупредительный огонь из 140-мм орудия. Корабль остановился и передал радиограмму о нападении подлодки, после чего субмарина обстреляла и потопила «Синтию Ольсон». Экипаж покинул судно на спасательных шлюпках. Пароход «Лёрлайн» (Lurline) получил сообщение, однако экипаж бесследно исчез, поскольку американцы были отвлечены нападением на Перл-Харбор.
В ходе нападения на Перл-Харбор японцы получили информацию о нахождении авианосца «Лексингтон», однако найти его не смогли. I-26 отправилась патрулировать пролив Хуан-де-Фука. Бомбардировки американских территорий на Рождество 1941 года были отменены, поскольку участились воздушные и морские патрули США. С 5 по 18 апреля 1942 года I-26 находилась в 5-м сухом доке Йокосуки, когда во время рейда Дулиттла американские бомбардировщики B-25 Mitchell совершили налёт на док, сбросив бомбы на авианосец «Рюхо» в 4-м доке.
7 июня 1942 года, в воскресенье сухогруз Coast Trader вышел из Порт-Анджелеса (штат Вашингтон) в Сан-Франциско с грузом газетной бумаги. На выходе из пролива Хуан-де-Фука его поджидала I-26, которая торпедировала корабль. За 40 минут судно затонуло, один человек погиб от взрыва, остальных спасали в течение следующих двух суток. ВМС США не хотели признавать тот факт, что судно было торпедировано японцами, поскольку у них уже была другая проблема в лице немецких субмарин, которые вели неограниченную подводную войну, и официально заявили, что причиной кораблекрушения стал взрыв на борту «Кост Трейдера».
Вечером 20 июня 1942 года в двух морских милях от побережья Британской Колумбии I-26 обстреляла маяк и радиолокатор на мысе Эстеван. Это привело к тому, что патрулирования многократно участились: американцы и канадцы боялись, что японцы будут использовать маяки в качестве ориентиров. 7 июля 1942 года I-26 вернулась в Йокосуку.

### Тихоокеанский театр военных действий
31 августа 1942 года I-26 обнаружила авианосец «Саратога» (10°34′ ю. ш. 164°18′ в. д.) и атаковала его шестью торпедами, но попала только один раз. Повреждения были незначительными. 13 ноября того же года в ходе битвы за Гуадалканал она попала торпедой в тяжело повреждённый крейсер ВМС США «Джуно» (10°33′ ю. ш. 161°03′ в. д.): торпеда попала в отделение боеприпасов, что привело к мощному взрыву и раскололо корабль пополам. Из 650 человек выжило всего 10, среди погибших были и пятеро братьев Салливан.
В ночь с 25 на 26 октября 1944 года после сражения у острова Самар подлодка предприняла атаку на авианосец «Петроф Бэй» у острова Лейте. Тогда же было отправлено последнее сообщение экипажем подлодки. Факт гибели подлодки был подтверждён, однако доподлинно неизвестно, кто потопил субмарину. По одной версии, это сделал эсминец «Кулбоу», по другой — эсминец «Ричард М. Пауэлл». Гибель подлодки признали 21 ноября 1944 года, а 10 марта 1945 года окончательно исключили из списков флота.
По суммарному водоизмещению кораблей, когда-либо потопленных подлодкой, I-26 занимает третье место в японском флоте: она потопила корабли общим водоизмещением 51500 т.